# Copa Báltica 1991
La Copa Báltica 1991 (en estonio, Balti turniir 1991; en letón, Baltijas Kauss 1991; en lituano, 1991 m. Baltijos taurė) fue la XI edición de la competición amistosa, y la primera desde las independencias de las tres naciones participantes de la extinta Unión Soviética, luego de que la copa fuera interrumpida por más de cinco décadas. Se llevó a cabo en Lituania, siendo nuevamente disputada por el seleccionado local, Estonia y Letonia, y se jugó en tres días consecutivos entre el 15 y el 17 de noviembre.
La selección lituana se consagró campeona por tercera vez después de igualar en puntos y superar por diferencia de gol a Letonia.
Esta edición del torneo fue la única cuyos partidos no son reconocidos oficialmente por la FIFA.

## Formato
Las tres selecciones se enfrentaron entre sí en un sistema de liguilla a una sola rueda. La selección con mayor cantidad de puntos obtenidos al finalizar el torneo se consagró campeona.

## Posiciones
| Selección | Pts | PJ | PG | PE | PP | GF | GC | Dif |
| --------- | --- | -- | -- | -- | -- | -- | -- | --- |
| Lituania  | 3   | 2  | 1  | 1  | 0  | 5  | 2  | 3   |
| Letonia   | 3   | 2  | 1  | 1  | 0  | 3  | 1  | 2   |
| Estonia   | 0   | 2  | 0  | 0  | 2  | 1  | 6  | -5  |

## Resultados
| 15 de noviembre de 1991 | Lituania                                                             | 4:1 (2:1) | Estonia  | Estadio Central, Klaipėda                              |                                                        |
|                         | Vitkovskis 17' · Ramelis 34' · Urbonas 54' (pen.) · Magdisauskas 69' |           | Kirs 14' | Asistencia: 200 espectadores Árbitro(s): Romāns Lajuks | Asistencia: 200 espectadores Árbitro(s): Romāns Lajuks |

| 16 de noviembre de 1991 | Letonia                    | 2:0 (1:0) | Estonia | Estadio Central, Klaipėda                               |                                                         |
|                         | Sproģis 42' · Troickis 79' |           |         | Asistencia: 200 espectadores Árbitro(s): Gintaras Dilda | Asistencia: 200 espectadores Árbitro(s): Gintaras Dilda |

| 17 de noviembre de 1991 | Lituania                 | 1:1 (1:1) | Letonia     | Estadio Central, Klaipėda                                 |                                                           |
|                         | Aurelijus Skarbalius 20' |           | Teplovs 14' | Asistencia: 500 espectadores Árbitro(s): Kęstutis Birieta | Asistencia: 500 espectadores Árbitro(s): Kęstutis Birieta |

| Campeón Lituania 3.er título |